# Erik Münster
Erik Münster (født 21. april 1930 i København, død 27. juli 2020) var dansk læge, og forfatter af bøger og lægespalter i aviser og ugeblade. Erik Münster bidrog gennem sine faste spalter i en årrække til, at almindelige mennesker i hele Skandinavien kunne få forståelige og opmuntrende svar på komplicerede medicinske spørgsmål.
Münster var uddannet læge ved Københavns Universitet i 1958. Han specialiserede sig i øre-, næse- og halssygedomme og blev i 1969 speciallæge. I årene 1958 til 1975 arbejdede han som sygehuslæge. Fra 1975 og frem til 1996 havde han sin egen specialpraksis i øre-, næse- og halssygedomme i København.
Ved siden af arbejdet som læge havde Münster siden 1950'erne en omfattende virksomhed som skribent og brevkasseredaktør ved en række danske og udenlandske dag- og ugeblade. Münster er i Danmark mest kendt for sin spalte om sex og samliv i Ekstra Bladet og for brevkassen i ugebladet Familie Journalen. I Norge blev Münsters artikler publiceret i ugebladet Allers og dagbladene Telemarkavisa og Bergensavisen.
I 1992 modtog Münster Ekstra Bladets fornemste udmærkelse for sit journalistiske arbejde, Victor-prisen.
Erik Münster var siden 1961 gift med sygeplejerske Elly Münster. Sammen fik de børnene Charlotte og Henrik. Henrik Münster er fulgt i sin fars fodspor og arbejder som læge. Sammen med sin kone Anna-Marie, som også er læge, skrev de en tid lægespalten i ugebladet Ude og Hjemme.
Erik Münster har en fanklub i Bergen, som hedder "Doktor Münsters medisinske samfunn, avdeling Bergen."